# Критски средиземноморски гори
Критските средиземноморски гори са екорегион в Югоизточна Европа, част от биома на Средиземноморските гори, редколесия и храстови биоми и биогеографската област Палеарктика.
Обхваща остров Крит в Средиземно море, част от територията на Гърция. Климатът е средиземноморски, от горещ (Csa) с валежи под 300 mm в равнинните части на острова до топъл (Csb) с валежи, достигащи 1400 mm, в по-високите райони. В по-ниските части на областта преобладават склерофилни гори от дъб и маки от рожков, хвойна и млечка, на средните надморски височини – мезофилни гори от турски бор и пърнар, а в най-високите части – гори от обикновен кипарис. Редки или ендемични видове са палмата Phoenix theophrasti и критският явор.